# Studio Ghibli
Studio Ghibli, Inc. (株式会社スタジオジブリ, Kabushiki gaisha Sutajio Jiburi) é um estúdio de animação japonês sediado em Koganei, Tóquio. Tem forte presença na indústria de animação e ampliou seu portfólio para incluir diversos formatos de mídia, como curtas-metragens, comerciais de televisão e dois filmes para televisão. Seu trabalho foi bem recebido pelo público e reconhecido com inúmeros prêmios. Seu mascote e símbolo mais reconhecível, o personagem Totoro, é um espírito gigante inspirado em cães-guaxinim (tanuki) e gatos do filme de 1988 Tonari no Totoro. Entre os filmes de maior bilheteria do estúdio estão Sen to Chihiro no Kamikakushi (2001), Hauru no Ugoku Shiro (2004) e Gake no ue no Ponyo (2008). O Studio Ghibli foi fundado em 15 de junho de 1985, pelos diretores Hayao Miyazaki e Isao Takahata e pelo produtor Toshio Suzuki, após adquirir os ativos da Topcraft. O estúdio também colaborou com estúdios de videogame no desenvolvimento visual de diversos jogos.
Cinco dos filmes do estúdio estão entre os dez longas-metragens de anime de maior bilheteria feitos no Japão. Sen to Chihiro no Kamikakushi está em segundo lugar, arrecadando 31,68 bilhões de ienes, e Mononoke Hime está em quarto lugar, arrecadando 20,18 bilhões de ienes. Três de seus filmes ganharam o prêmio Animage Grand Prix, quatro ganharam o Prêmio da Academia Japonesa de Animação do Ano e cinco receberam indicações ao Oscar. Sen to Chihiro no Kamikakushi ganhou o Urso de Ouro de 2002 e o Oscar de Melhor Filme de Animação de 2003.
Em 3 de agosto de 2014, o Studio Ghibli suspendeu temporariamente a produção após a aposentadoria de Miyazaki. Em fevereiro de 2017, Suzuki anunciou que Miyazaki havia saído da aposentadoria para dirigir um novo longa-metragem, Kimitachi wa Dō Ikiru ka (2023). Em setembro de 2023, a Nippon TV anunciou que o Studio Ghibli se tornaria uma unidade da Nippon Television Holdings em outubro.

## Nome
O nome "Ghibli" foi escolhido por Miyazaki do substantivo italiano ghibli (também usado em inglês), uma italianização do nome árabe líbio para um vento quente do deserto (جبلي; ghiblī) e apelido da aeronave italiana Caproni Ca.309. O nome foi escolhido por Miyazaki devido à sua paixão pela aviação e também pela ideia de que o estúdio iria “soprar novos ventos na indústria de anime”. Embora a palavra italiana fosse transliterada com mais precisão como "Giburi" (ギブリ), com um som g forte, o nome do estúdio é escrito em japonês como Jiburi (ジブリ, [d͡ʑiꜜbɯ̟ᵝɾʲi] (escutarⓘ)).

## História

### Era Tokuma Shoten
Fundado em 15 de junho de 1985 após a compra do estúdio Topcraft, o Studio Ghibli era dirigido pelos diretores Hayao Miyazaki e Isao Takahata e pelo produtor Toshio Suzuki . Miyazaki e Takahata já tinham longas carreiras no cinema japonês e na animação televisiva e trabalharam juntos em Taiyō no Ōji Horusu no Daibōken em 1968 e os filmes Panda Kopanda em 1972 e 1973. Suzuki foi editor da revista de mangá Animage, de Tokuma Shoten.
O estúdio foi fundado após o sucesso do filme Kaze no Tani no Naushika de 1984. Suzuki fez parte da equipe de produção do filme e fundou o Studio Ghibli com Miyazaki, que também convidou Takahata para se juntar a eles.
O estúdio produziu principalmente filmes de Miyazaki, com o segundo diretor mais prolífico sendo Takahata (mais notavelmente com Hotaru no Haka). Outros diretores que trabalharam com o Studio Ghibli incluem Yoshifumi Kondō, Hiroyuki Morita, Gorō Miyazaki e Hiromasa Yonebayashi. O compositor Joe Hisaishi forneceu as trilhas sonoras para a maioria dos filmes do Studio Ghibli de Miyazaki. Em seu livro Anime Classics Zettai!, Brian Camp e Julie Davis destacaram Michiyo Yasuda como "um dos pilares da extraordinária equipe de design e produção do Studio Ghibli". Ao mesmo tempo, o estúdio estava baseado em Kichijōji, Musashino, Tóquio.
Em agosto de 1996, The Walt Disney Company e Tokuma Shoten formaram uma parceria em que Walt Disney Studios seria o único distribuidor internacional dos filmes de animação Studio Ghibli de Tokuma Shoten. Sob este acordo, a Disney também concordou em financiar 10% dos custos de produção do estúdio. Desde então, todos os três filmes mencionados de Miyazaki no Studio Ghibli, anteriormente dublados pela Streamline Pictures, foram re-dublados pela Disney. Em 1º de junho de 1997, a Tokuma Shoten Publishing consolidou suas operações de mídia ao fundir o Studio Ghibli, o software Tokuma Shoten Intermedia e a Tokuma International em um único local.
Ao longo dos anos, tem havido uma estreita relação entre o Studio Ghibli e a revista Animage, que publica regularmente artigos exclusivos sobre o estúdio e os seus membros numa secção intitulada "Notas Ghibli". Obras de filmes de Ghibli e outras obras são frequentemente apresentadas na capa da revista. O romance Umi ga Kikoeru de Saeko Himuro foi serializado na revista e posteriormente adaptado para Umi ga Kikoeru, o primeiro longa-metragem de animação do Studio Ghibli criado para a televisão. Foi dirigido por Tomomi Mochizuki.
Em outubro de 2001, o Museu Ghibli foi inaugurado em Mitaka, Tóquio. Ele contém exposições baseadas em filmes do Studio Ghibli e mostra animações, incluindo uma série de curtas-metragens do Studio Ghibli não disponíveis em outros lugares.
O estúdio também é conhecido por sua política rígida de "não edição" no licenciamento de seus filmes no exterior devido ao fato de Kaze no Tani no Naushika ter sido fortemente editado para o lançamento do filme nos Estados Unidos como Guerreiros do Vento.

### Era independente
Entre 1999 e 2005, o Studio Ghibli foi uma marca subsidiária da Tokuma Shoten; no entanto, essa parceria terminou em abril de 2005, quando o Studio Ghibli foi desmembrado da Tokuma Shoten e foi restabelecido como uma empresa independente com sede realocada.
Em 1º de fevereiro de 2008, Toshio Suzuki deixou o cargo de presidente do Studio Ghibli, que ocupava desde 2005, e Koji Hoshino (ex-presidente da Walt Disney Japão) assumiu. Suzuki disse que queria melhorar os filmes com as próprias mãos como produtor, em vez de exigir isso de seus funcionários. Suzuki decidiu entregar a presidência a Hoshino porque Hoshino ajudou o Studio Ghibli a vender seus vídeos desde 1996 e também ajudou no lançamento do filme Mononoke Hime nos Estados Unidos. Suzuki ainda atua no conselho de administração da empresa.
Takahata desenvolveu um projeto para lançamento após Gorō Miyazaki (diretor de Gedo Senki e filho de Hayao) Kaguya-hime no Monogatari - uma adaptação do Conto do Cortador de Bambu. O último filme que Hayao Miyazaki dirigiu antes de se aposentar dos longas-metragens foi Kaze Tachinu, que é sobre o Mitsubishi A6M Zero e seu criador.
No domingo, 1º de setembro de 2013, Hayao Miyazaki deu uma entrevista coletiva em Veneza para confirmar sua aposentadoria, dizendo: “Sei que já disse que me aposentaria muitas vezes no passado. Mas desta vez estou falando sério."
Em 2013, um documentário dirigido por Mami Sunada chamado The Kingdom of Dreams and Madness (夢と狂気の王国, Yume to kyōki no ōkoku) foi criado investigando a vida de quem trabalha no Studio Ghibli e as produções do filmes de animação Kaze Tachinu e Kaguya-hime no Monogatari, incluindo esboço de storyboard, tinta, pintura e seleção de dubladores para os filmes.
Em 31 de janeiro de 2014, foi anunciado que Gorō Miyazaki dirigirá sua primeira série de anime para televisão, Sanzoku no Musume Rōnya, uma adaptação de Ronja Rövardotter de Astrid Lindgren para a NHK. A série é animada por computador, produzida pela Polygon Pictures e coproduzida pelo Studio Ghibli.
Em março de 2014, Toshio Suzuki aposentou-se como produtor e assumiu o novo cargo de gerente geral. Yoshiaki Nishimura substituiu Suzuki na função de produtor.
Em 3 de agosto de 2014, Toshio Suzuki anunciou que o Studio Ghibli faria uma "breve pausa" para reavaliar e reestruturar após a aposentadoria de Miyazaki. Ele declarou algumas preocupações sobre onde a empresa iria no futuro. Isso levou à especulação de que o Studio Ghibli nunca mais produzirá outro longa-metragem. Em 7 de novembro de 2014, Miyazaki declarou: "Mas essa não era minha intenção. Tudo o que fiz foi anunciar que me aposentaria e não faria mais filmes." O produtor principal Yoshiaki Nishimura, entre vários outros funcionários da Ghibli, como o diretor Hiromasa Yonebayashi, saiu para fundar o Studio Ponoc em abril de 2015, trabalhando no filme Meari to Majo no Hana.
O filme de animação de fantasia de 2016, La Tortue rouge, dirigido e co-escrito pelo animador holandês-britânico Michaël Dudok de Wit em sua estreia no cinema, foi uma coprodução entre o Studio Ghibli e Wild Bunch.
Em fevereiro de 2017, Toshio Suzuki anunciou que Hayao Miyazaki havia saído da aposentadoria para dirigir um novo longa-metragem com o Studio Ghibli.
Em 28 de novembro de 2017, Koji Hoshino deixou o cargo de presidente; ele foi substituído por Kiyofumi Nakajima (ex-diretor do Museu Ghibli). Hoshino foi então nomeado presidente do Studio Ghibli.
Em maio de 2020, Toshio Suzuki confirmou que um novo filme de Gorō Miyazaki está em desenvolvimento no Studio Ghibli. Em 3 de junho de 2020, o Studio Ghibli anunciou que o filme seria uma adaptação do romance Āya to Majo de Diana Wynne Jones. O filme foi anunciado como o primeiro filme Ghibli de animação 3D completo e programado para estrear na televisão na NHK no final de 2020 A empresa teve um lucro líquido de ¥1.253 billion e um ativo total no valor de ¥24.521 billion em agosto de 2021.
Em 1º de novembro de 2022, foi inaugurado o parque de diversões temático do Studio Ghibli Ghibli Park.
Em 4 de abril de 2023, Koji Hoshino anunciou que havia renunciado ao cargo de presidente e atuaria como diretor representante antes de planejar sair completamente do Studio Ghibli durante a assembleia geral anual de acionistas da empresa em junho, um mês antes da demissão do diretor Hayao. O último filme de Miyazaki, Kimitachi wa Dō Ikiru ka será lançado em 14 de julho. Ele também anunciou que Toshio Suzuki substituiria Kiyofumi Nakajima como presidente do Studio Ghibli, assumindo o cargo pela primeira vez desde 2008, enquanto Nakajima continuaria a atuar como diretor. Esta mudança de gestão ocorreu em meio a relatos de que Suzuki teria supostamente administrado mal os fundos da empresa, direcionando-os para os empreendimentos comerciais fracassados de sua namorada. Isso supostamente criou tensão entre Suzuki e Hoshino, com este último citando isso como um problema interno de longo prazo na empresa desde que o casal se conheceu em 2013 e foi o motivo de sua saída planejada da empresa, embora um porta-voz do Studio Ghibli em uma declaração à Variety negou que a saída de Hoshino tivesse algo a ver com esses relatórios. A fonte das alegações veio do tablóide Shūkan Josei e não foi corroborada pela grande mídia japonesa.

### Era TV Nippon
Em outubro de 2023, o estúdio tornou-se uma subsidiária da Nippon Television Holdings, Inc. A liderança do Studio Ghibli passou para Hiroyuki Fukuda, executivo sênior da Nippon TV. Toshio Suzuki tornou-se presidente e Hayao Miyazaki tornou-se presidente honorário. A Nippon TV adquiriu uma participação de 42,3% no Studio Ghibli. A decisão foi motivada pela idade avançada de Miyazaki e Suzuki, de 82 e 75 anos, respectivamente. O estúdio considerou o filho de Miyazaki, Goro Miyazaki, como sucessor, mas optou pela liderança externa devido a preocupações e à relutância de Goro. A Nippon TV passou a cuidar do gerenciamento, permitindo que o Studio Ghibli se concentrasse em empreendimentos criativos. A aquisição entrou em vigor em

## Direitos de distribuição

### Direitos de mídia doméstica e teatral

#### Japão
No Japão, os filmes da empresa (junto com Rupan Sansei: Kariosutoro no Shiro e todos os outros títulos de Lupin III para cinemas, bem como Meari to Majo no Hana) são distribuídos pela Toho nos cinemas, exceto Tenkū no Shiro Rapyuta, Majo no Takkyūbin (que foram distribuídos pela Toei Company junto com Kaze no Tani no Naushika, com a Toei produzindo Taiyō no Ōji Horusu no Daibōken), e Hōhokekyo Tonari no Yamada-kun, que foi distribuído pela Shochiku.
Para mídia doméstica, a maioria dos lançamentos do Studio Ghibli são distribuídos pela Walt Disney Studios Japan. Isso também inclui Kaze no Tani no Naushika, Rupan Sansei: Kariosutoro no Shiro e Meari to Majo no Hana. Pony Canyon ocasionalmente lança documentários Ghibli na mídia doméstica e também distribui versões para aluguel dos filmes de Ghibli sob um acordo com a Disney. Pony Canyon também distribuiu totalmente a versão autônoma de Āya to Majo na mídia doméstica.
Antes do acordo com a Disney, a Tokuma Shoten lançou os próprios filmes Ghibli por meio de seu selo "Animage Video", bem como todos os lançamentos dos filmes em LaserDisc, já que o acordo com a Disney não incluía esse formato.

#### Internacional
Depois de adquirir os direitos de distribuição global da World Film Corporation, Manson International and Showmen, Inc. produziu uma dublagem em inglês de 95 minutos de Kaze no Tani no Naushika, intitulada Warriors of the Wind, que foi lançada nos cinemas. nos Estados Unidos pela New World Pictures em 14 de junho de 1985, seguido por um lançamento em VHS em dezembro de 1985. Os dubladores e atrizes não foram creditados, e o filme foi fortemente editado para dar um ritmo mais rápido. O filme recebeu uma classificação PG, assim como a dublagem posterior em inglês da Disney. Ao remover várias cenas de diálogo mais longas, alguns dos temas ambientalistas foram simplificados, assim como a subtrama principal do Ohmu, alterada para remover a conexão infantil de Nausicaä com eles. A maioria dos nomes dos personagens foram alterados, incluindo o personagem titular que se tornou a Princesa Zandra. O pôster norte-americano e a capa do VHS apresentavam um grupo de personagens masculinos que não estão no filme, montando o Deus Guerreiro ressuscitado - incluindo um Guerreiro ainda vivo mostrado brevemente em um flashback. No geral, aproximadamente 22 minutos foram cortados para o lançamento na América do Norte. Warriors of the Wind também levou Miyazaki a permitir que o tradutor Toren Smith do Studio Proteus criasse uma tradução oficial e fiel do mangá Nausicaä para a Viz Media.
No final da década de 1980, uma dublagem inglesa de Tenkū no Shiro Rapyuta foi produzida para voos internacionais da Japan Airlines a pedido de Tokuma Shoten. A dublagem foi brevemente exibida nos Estados Unidos pela Streamline Pictures. Carl Macek, chefe da Streamline, ficou desapontado com esta dublagem, considerando-a "adequada, mas desajeitada". Depois disso, Tokuma permitiu que a Streamline batizasse suas futuras aquisições de Tonari no Totoro e Majo no Takkyūbin. Em abril de 1993, a Troma Films, sob sua bandeira 50th St. Films, distribuiu a dublagem de Totoro como um lançamento teatral, e a dublagem foi posteriormente lançada em VHS e eventualmente em DVD pela 20th Century Fox Home Entertainment. No início da década de 1990, uma dublagem inglesa de Kurenai no Buta foi produzida por uma empresa desconhecida, novamente para voos internacionais da Japan Airlines. As dublagens originais podem ser vistas no conjunto Ghibli ga Ippai Laserdisc de 1996 e nas cópias iniciais dos lançamentos em DVD japoneses de Totoro, Laputa e Kurenai no Buta.
Em 1996, o Walt Disney Studios adquiriu os direitos de distribuição mundial da biblioteca do Studio Ghibli, com a Disney redobrando todos os filmes anteriormente dublados. Além disso, a Walt Disney Studios Japan concordou em contribuir com 10% do financiamento para todos os lançamentos futuros, começando com Hōhokekyo Tonari no Yamada-kun, em troca do direito de preferência em relação à distribuição internacional. A Disney continua com essa prática até hoje, estendendo-a inclusive aos trabalhos do Studio Ponoc e a coproduções como La Tortue rouge no Japão. Diz-se que a Disney e o Studio Ghibli levaram quatro anos para chegar a um acordo de distribuição. Originalmente, os filmes de Ghibli deveriam ser a atração principal de uma linha de vídeos chamada Animation Celebration, destacando filmes de animação aclamados pela crítica de todo o mundo. Esses planos nunca se materializaram por completo, mas o logotipo da Animation Celebration pode ser visto no lançamento original em VHS da Disney de Majo no Takkyūbin. Durante a gestão da Disney, o estúdio produziu dublagens em inglês e lançou 15 filmes de Ghibli, além de Kaze no Tani no Naushika, através das bandeiras Walt Disney Pictures, Buena Vista Home Video, Miramax e Touchstone Pictures.
A Disney e a Ghibli também optaram seletivamente por não promover e gravar uma versão dublada em inglês para filmes e obras consideradas menos comercializáveis internacionalmente, incluindo algumas das peças mais obscuras e de desenvolvimento de Takahata. Embora o Estúdio tenha uma política de "Sem cortes" em termos de versões e dublagens internacionais, isso não se aplica a pôsteres promocionais, etc., para os quais os cineastas colaboram com a Disney para produzir versões internacionais culturalmente apropriadas. O Studio não se esquivou de uma ligeira reformulação da marca no cenário internacional, a fim de transmitir imagens promocionais ligeiramente ajustadas para diferentes normas culturais. Um exemplo desses pequenos ajustes nos materiais promocionais internacionais pode ser visto entre as versões em japonês e em inglês do pôster do filme Sen to Chihiro no Kamikakushi (2001). Para o público americano e de outros países de língua inglesa, o nome do filme foi alterado da versão japonesa, que se traduz diretamente como "O Desaparecimento de Chihiro e Sen", para Spirited Away para sugerir temas mais místicos e sobrenaturais, já que o filme direto A tradução japonesa pode significar que Chihiro/Sen desapareceu devido a algum motivo mais perigoso. No pôster do filme americano, mais imagens de espíritos do filme foram adicionadas ao fundo para despertar ainda mais o interesse do espectador com temas mais sobrenaturais, criando uma associação entre os espíritos das imagens e o que a maioria dos americanos consideraria "fantasmas". Para o autor do cartaz japonês, há menos espíritos, uma vez que a religião xintoísta japonesa normaliza a existência de espíritos, pelo que é necessária menos ênfase para transmitir a importância dos espíritos não-humanos. Além disso, a Disney ampliou os rótulos “Studio Ghibli” e “Hayao Miyazaki” no pôster, ajudando a trazer maior conhecimento ao estúdio através do sucesso de Spirited Away.
Em 2011, a GKIDS adquiriu os direitos de distribuição nos cinemas norte-americanos dos filmes Ghibli mencionados acima, com a Walt Disney Studios Home Entertainment mantendo os direitos do vídeo doméstico. Posteriormente, em 2013, a GKIDS adquiriu os direitos de distribuição nos EUA e no Canadá de Kokuriko-zaka Kara. O filme, que a Disney passou para o GKIDS por lidar com um possível incesto, marcou a primeira vez desde 1996 que a Disney entregou um filme do Studio Ghibli a outro distribuidor. Posteriormente, a GKIDS passaria a distribuir os filmes que a Disney considerou muito maduros ou não comercializáveis para o público americano: Omoide Poro Poro, Umi ga Kikoeru, Kaguya-hime no Monogatari e Omoide no Marnie. Finalmente, em julho de 2017, a Disney cedeu seus direitos de vídeo doméstico (com exceção de The Wind Rises, que permaneceu com a Disney até 2020 devido a uma cláusula de distribuição) para a GKIDS, que lida com toda a distribuição teatral e de mídia doméstica dos filmes Ghibli na América do Norte junto com Meari to Majo no Hana. No entanto, a Disney ainda continua a lidar com distribuição selecionada no Japão (mídia doméstica), Taiwan e China.
Os comunicados de mídia doméstica da GKIDS foram administrados por vários distribuidores. A Cinedigm distribuiu os comunicados de mídia doméstica de Kokuriko-zaka Kara, a Universal Pictures Home Entertainment distribuiu os comunicados de mídia doméstica de Kaguya, Marnie, Meari, Omoide Poro Poro e Umi ga Kikoeru e Shout! Factory de todos os lançamentos subsequentes até agora. Os filmes Ghibli de propriedade da GKIDS foram disponibilizados para compras digitais na maioria dos principais serviços dos Estados Unidos e Canadá em 17 de dezembro de 2019, por meio da Shout! Factory.
Fora da Ásia (incluindo o Japão) e da América do Norte desde 2003, Goodfellas (uma antiga subsidiária da Wild Bunch, anteriormente conhecida como Wild Bunch International) é a detentora de vendas internacionais do Studio Ghibli.
Os direitos individuais dos filmes de Ghibli são detidos por vários terceiros, incluindo Wild Bunch (França e Bélgica), Elysian Film Group (Reino Unido e Irlanda), StudioCanal UK distribuía anteriormente os filmes de Ghibli no Reino Unido, até o contrato terminar após um processo judicial entre eles e Goodfellas em dezembro de 2022. O acordo StudioCanal também incluía distribuição de DVD e Blu-ray de Taiyō no Ōji Horusu no Daibōken e Rupan Sansei: Kariosutoro no Shiro, os primeiros longas-metragens dirigidos por Isao Takahata e Hayao Miyazaki, respectivamente.</ref> Leonine (Alemanha), Lucky Red (Itália), Vértigo Films (Espanha), Crunchyroll Store Australia (Austrália e Nova Zelândia)  e Encore Films em Singapura e no Sudeste Asiático.
Notavelmente, Kari-gurashi no Arietti recebeu uma segunda dublagem exclusiva para o Reino Unido, produzida pelo StudioCanal UK, provavelmente devido às origens do filme serem do romance britânico de Mary Norton, The Borrowers.
A Disney anteriormente detinha os direitos de vendas internacionais até serem vendidos para Goodfellas (então Wild Bunch) em 2003. A Disney manteve os direitos de distribuição franceses da biblioteca de Ghibli até setembro de 2020, quando expirou e foi transferida para Wild Bunch. Desde 2021, a Warner Bros. Home Entertainment atua como distribuidora de mídia doméstica do catálogo do Studio Ghibli por meio de seu acordo de distribuição com a Wild Bunch por meio do selo Wild Side Vidéo.

### Direitos de streaming
Antes de 2019, o Studio Ghibli optou por não disponibilizar seus filmes digitalmente, sentindo que a mídia física e eventos teatrais como o Studio Ghibli Fest da GKIDS trabalhariam mais em direção ao seu objetivo de cuidado e curadoria conscientes de seus filmes. A Disney já havia feito lobby por um acordo de streaming com Ghibli durante seu mandato de distribuição, mas tais tentativas nunca foram materializadas. Os chefes do estúdio mudaram de ideia depois de ouvir uma citação do ator e diretor americano Woody Allen sobre como deveria haver vários canais para longas-metragens.
Em 17 de outubro de 2019, o HBO Max da Warner Bros. Discovery (agora Max) anunciou que havia adquirido direitos exclusivos de streaming do catálogo do Studio Ghibli nos Estados Unidos como parte de um acordo com a GKIDS; esses filmes estavam disponíveis quando o serviço foi lançado em maio de 2020. Em 20 de janeiro de 2020, foi anunciado que a Netflix adquiriu os direitos exclusivos de streaming deste catálogo em todas as regiões onde opera, exceto nos Estados Unidos (onde a Netflix possui direitos de streaming de Rupan Sansei: Kariosutoro no Shiro e Meari to Majo no Hana), como parte de um acordo com o parceiro internacional de direitos de vendas da Ghibli, Wild Bunch. Sete dos vinte e um filmes do catálogo do estúdio foram lançados em 1º de fevereiro de 2020, com os demais em 1º de março e 1º de abril A Netflix então fechou um acordo separado com a GKIDS para direitos de streaming no Canadá, que foi anunciado em 22 de junho e entrou em vigor em 25 de junho para a maioria dos filmes. Atualmente, nenhum acordo de direitos de streaming foi anunciado para o Japão, país natal do Studio Ghibli, nem para mercados como a China, onde nem Netflix nem HBO Max estão disponíveis.

### Hotaru no Haka
A maioria das ofertas acima exclui Hotaru no Haka; ao contrário da maioria dos outros filmes, que foram publicados pela Tokuma Shoten, Hotaru no Haka foi produzido e é propriedade da Shinchosha, que também publicou o conto em que se baseou e, como tal, caiu em diferentes detenções de direitos.
Hotaru no Haka foi lançado no Japão em VHS pela Buena Vista Home Entertainment sob a coleção Ghibli ga Ippai em 7 de agosto de 1998. Em 29 de julho de 2005, um lançamento em DVD foi distribuído pela Warner Home Video. Walt Disney Studios Japan lançou o DVD completo da edição de colecionador em 6 de agosto de 2008. WDSJ lançou o filme em Blu-ray duas vezes em 18 de julho de 2012: uma como lançamento único e outra em um set de dois filmes com Tonari no Totoro.
Foi lançado em VHS na América do Norte pela Central Park Media em formato legendado em 2 de junho de 1993. Mais tarde, eles lançaram o filme com dublagem em inglês em VHS em 1 de setembro de 1998 (no mesmo dia em que a Disney lançou Majo no Takkyūbin na América do Norte) e um DVD para todas as regiões (que também incluía o original em japonês com legendas em inglês) em 7 de outubro de 1998. mesmo ano. Posteriormente, foi lançado em um conjunto de DVD de dois discos (que mais uma vez incluía a dublagem em inglês e o original em japonês com legendas em inglês, bem como os storyboards do filme com o segundo disco contendo recursos bônus mais extensos) em 8 de outubro de 2002. Foi lançado pela Central Park Media uma última vez em 7 de dezembro de 2004. Após a falência e liquidação da Central Park Media em maio de 2009, ADV Films adquiriu os direitos e o relançou em DVD em 7 de julho de 2009. Após o encerramento e mudança de marca do ADV em 1º de setembro de 2009, seu sucessor, Sentai Filmworks, resgatou o filme e lançou um DVD remasterizado em 6 de março de 2012. Uma edição em Blu-ray foi lançada em 20 de novembro de 2012, apresentando uma nova dublagem em inglês produzida pela Seraphim Digital, junto com um lançamento digital no mesmo ano.
StudioCanal lançou um Blu-ray no Reino Unido em 1º de julho de 2013. Madman Entertainment lançou o filme na Austrália e na Nova Zelândia.

## Obras
Embora não seja tecnicamente um filme do Studio Ghibli, Taiyō no Ōji Horusu no Daibōken (1968), Panda Kopanda (1972), Rupan Sansei: Kariosutoro no Shiro (1979), Jarinko Chie (1981), Sero Hiki no Gōshu (1982), Kaze no Tani no Naushika (1984), La Tortue rouge (2016), Meari to Majo no Hana (2017) e Chīsana Eiyū: Kani to Tamago to Tōmei Ningen (2018) às vezes são agrupados com a biblioteca do Studio Ghibli (particularmente com a coleção de vídeos caseiros Ghibli ga Ippai lançada pela Walt Disney Studios Japan) devido aos seus laços com o estúdio.
Taiyō no Ōji Horusu no Daibōken e Rupan Sansei: Kariosutoro no Shiro foram as estreias na direção de longas-metragens de Isao Takahata e Hayao Miyazaki, respectivamente, e foram produzidos pela Toei Animation e TMS Entertainment anos antes da fundação do Studio Ghibli.
Nausicaä foi dirigido por Miyazaki na Topcraft, um estúdio que Miyazaki, Takahata e Toshio Suzuki posteriormente compraram e renomearam Studio Ghibli. Como resultado, o filme foi frequentemente relançado e comercializado como um filme do Studio Ghibli.
La Tortue rouge foi um esforço colaborativo do Studio Ghibli com o animador holandês Michaël Dudok de Wit e foi lançado internacionalmente como um lançamento do Studio Ghibli. Foi distribuído pela Sony Pictures Classics na América do Norte e Latina.
Para efeitos da lista abaixo, são listados os filmes que aparecem na filmografia oficial do Studio Ghibli em português.

### Longas-metragens
| Ano  | Título                         | Título no Brasil                        | Título em Portugal                      | Direção              | Roteiro                                      | Produção                       | Composição          | Estreia                                      |
| ---- | ------------------------------ | --------------------------------------- | --------------------------------------- | -------------------- | -------------------------------------------- | ------------------------------ | ------------------- | -------------------------------------------- |
| 1984 | Kaze no Tani no Naushika       | Nausicaä do Vale do Vento               | Nausicaä do Vale do Vento               | Hayao Miyazaki       | Hayao Miyazaki                               | Isao Takahata                  | Joe Hisaishi        | 11 de março de 1984                          |
| 1986 | Tenkū no Shiro Rapyuta         | O Castelo no Céu                        | O Castelo no Céu                        | Hayao Miyazaki       | Hayao Miyazaki                               | Isao Takahata                  | Joe Hisaishi        | 2 de agosto de 1986                          |
| 1988 | Tonari no Totoro               | Meu Amigo Totoro                        | O Meu Vizinho Totoro                    | Hayao Miyazaki       | Hayao Miyazaki                               | Tōru Hara                      | Joe Hisaishi        | 16 de abril de 1988                          |
| 1988 | Hotaru no Haka                 | Túmulo dos Vagalumes                    | O Túmulo dos Pirilampos                 | Isao Takahata        | Isao Takahata                                | Tōru Hara                      | Michio Mamiya       | 16 de abril de 1988                          |
| 1989 | Majo no Takkyūbin              | O Serviço de Entregas da Kiki           | Kiki: A Aprendiz de Feiticeira          | Hayao Miyazaki       | Hayao Miyazaki                               | Hayao Miyazaki                 | Joe Hisaishi        | 29 de julho de 1989                          |
| 1991 | Omoide Poro Poro               | Memórias de Ontem                       | Memórias de Ontem                       | Isao Takahata        | Isao Takahata                                | Toshio Suzuki                  | Katz Hoshi          | 20 de julho de 1991                          |
| 1992 | Kurenai no Buta                | Porco Rosso: O Último Herói Romântico   | Porco Rosso – O Porquinho Voador        | Hayao Miyazaki       | Hayao Miyazaki                               | Toshio Suzuki                  | Joe Hisaishi        | 18 de julho de 1992                          |
| 1993 | Umi ga Kikoeru                 | Eu Posso Ouvir o Oceano                 | Ocean Waves                             | Tomomi Mochizuki     | Seiji Okuda Nozomu Takahashi                 | Toshio Suzuki                  | Shigeru Nagata      | 5 de maio de 1993                            |
| 1994 | Heisei Tanuki Gassen Ponpoko   | PomPoko: A Grande Batalha dos Guaxinins | PomPoko: A Grande Batalha dos Guaxinins | Isao Takahata        | Isao Takahata                                | Toshio Suzuki                  | Shang Shang Typhoon | 16 de julho de 1994                          |
| 1995 | Mimi wo Sumaseba               | Sussurros do Coração                    | O Sussurro do Coração                   | Yoshifumi Kondō      | Hayao Miyazaki                               | Toshio Suzuki                  | Yuji Nomi           | 15 de julho de 1995                          |
| 1997 | Mononoke Hime                  | Princesa Mononoke                       | A Princesa Mononoke                     | Hayao Miyazaki       | Hayao Miyazaki                               | Toshio Suzuki                  | Joe Hisaishi        | 12 de julho de 1997                          |
| 1999 | Hōhokekyo Tonari no Yamada-kun | Meus Vizinhos, Os Yamadas               | A Família Yamada                        | Isao Takahata        | Isao Takahata                                | Toshio Suzuki                  | Akiko Yano          | 17 de julho de 1999                          |
| 2001 | Sen to Chihiro no Kamikakushi  | A Viagem de Chihiro                     | A Viagem de Chihiro                     | Hayao Miyazaki       | Hayao Miyazaki                               | Toshio Suzuki                  | Joe Hisaishi        | 20 de julho de 2001                          |
| 2002 | Neko no Ongaeshi               | O Reino dos Gatos                       | O Reino dos Gatos                       | Hiroyuki Morita      | Reiko Yoshida                                | Toshio Suzuki Nozomu Takahashi | Yuji Nomi           | 19 de julho de 2002                          |
| 2004 | Hauru no Ugoku Shiro           | O Castelo Animado                       | O Castelo Andante                       | Hayao Miyazaki       | Hayao Miyazaki                               | Toshio Suzuki                  | Joe Hisaishi        | 20 de novembro de 2004                       |
| 2006 | Gedo Senki                     | Contos de Terramar                      | Contos de Terramar                      | Gorō Miyazaki        | Gorō Miyazaki Keiko Niwa                     | Toshio Suzuki                  | Tamiya Terashima    | 29 de julho de 2006                          |
| 2008 | Gake no ue no Ponyo            | Ponyo - Uma Amizade que Veio do Mar     | Ponyo à Beira-Mar                       | Hayao Miyazaki       | Hayao Miyazaki                               | Toshio Suzuki                  | Joe Hisaishi        | 19 de julho de 2008                          |
| 2010 | Kari-gurashi no Arietti        | O Mundo dos Pequeninos                  | O Mundo Secreto de Arrietty             | Hiromasa Yonebayashi | Hayao Miyazaki Keiko Niwa                    | Toshio Suzuki                  | Cécile Corbel       | 17 de julho de 2010                          |
| 2011 | Kokuriko-zaka Kara             | Da Colina Kokuriko                      | A Colina das Papoilas                   | Gorō Miyazaki        | Hayao Miyazaki Keiko Niwa                    | Toshio Suzuki                  | Satoshi Takebe      | 16 de julho de 2011                          |
| 2013 | Kaze Tachinu                   | Vidas ao Vento                          | As Asas do Vento                        | Hayao Miyazaki       | Hayao Miyazaki                               | Toshio Suzuki                  | Joe Hisaishi        | 20 de julho de 2013                          |
| 2013 | Kaguya-hime no Monogatari      | O Conto da Princesa Kaguya              | O Conto da Princesa Kaguya              | Isao Takahata        | Isao Takahata Riko Sakaguchi                 | Yoshiaki Nishimura             | Joe Hisaishi        | 23 de novembro de 2013                       |
| 2014 | Omoide no Marnie               | As Memórias de Marnie                   | Memórias de Marnie                      | Hiromasa Yonebayashi | Hiromasa Yonebayashi Keiko Niwa Masashi Ando | Yoshiaki Nishimura             | Takatsugu Muramatsu | 19 de julho de 2014                          |
| 2020 | Āya to Majo                    | Aya e a Bruxa                           | Aya e a Feiticeira                      | Gorō Miyazaki        | Keiko Niwa Emi Gunji                         | Toshio Suzuki                  | Satoshi Takebe      | 30 de dezembro de 2020, 27 de agosto de 2021 |
| 2023 | Kimitachi wa Dō Ikiru ka       | O Menino e a Garça                      | O Rapaz e a Garça                       | Hayao Miyazaki       | Hayao Miyazaki                               | Toshio Suzuki                  | Joe Hisaishi        | 14 de julho de 2023                          |

### Séries
| Ano  | Título                  | Diretor       | Roteirista(s)     | Produtor(es)   | Compositor     | Transmissão                                     | Notas                                                                               |
| ---- | ----------------------- | ------------- | ----------------- | -------------- | -------------- | ----------------------------------------------- | ----------------------------------------------------------------------------------- |
| 2014 | Sanzoku no Musume Rōnya | Goro Miyazaki | Hiroyuki Kawasaki | Nobuo Kawakami | Satoshi Takebe | 11 de outubro de 2014–28 de março de 2015 (NHK) | Série de anime para televisão baseada na obra Ronja Rövardotter, de Astrid Lindgren |

## Estilo e temas
Os filmes do Studio Ghibli são em sua maioria desenhados à mão com água e tintas acrílicas. Os filmes utilizam métodos tradicionais de animação onde cada quadro é desenhado e colorido à mão. Técnicas de animação por computador são usadas com moderação. Todos os filmes do Studio Ghibli usam cores brilhantes, e têm uma "estética extravagante e alegre". O estilo de arte do Studio Ghibli tende a ser um estilo europeu mais aconchegante, que dá muitos tons ao fundo e à natureza da cena.
Os filmes muitas vezes enfocam a vida dos jovens, especialmente das crianças em idade escolar. Os temas comuns incluem os riscos representados pelo progresso para a tradição, o ambientalismo e o mundo natural, protagonistas femininas independentes, o custo da guerra e a juventude.

## Música
A música do Studio Ghibli é composta quase exclusivamente por Joe Hisaishi. Que trabalha com Miyazaki na criação de músicas para seus filmes há mais de 30 anos. Usando imagens de storyboard, fornecidas por Miyazaki, para criar image albuns, que é então usado para construir a trilha sonora final do filme. A música tem elementos do contraponto barroco, jazz e música modal criando o som único que muitos associam tanto a Hisaishi quanto ao Studio Ghibli, respectivamente. No início, a música dos filmes era conhecida por seu som eclético e de sintetizador, antes de passar para uma música mais motívica e melódica. Especialmente presente nos primeiros anos, a música não se relaciona diretamente com as emoções e os ritmos que acontecem na tela. Outra característica definidora é o uso único do leitmotiv por Hisaishi, em vez de uma canção singular associada a um personagem, o motivo é o tema do filme. Hisaishi começou a usar o leitmotiv nos filmes de Ghibli, primeiro em Hauru no Ugoku Shiro.

## Criticismo
Rayna Denison argumenta que, apesar dos temas feministas dos filmes de Ghibli, o estúdio tem sido relutante em promover as mulheres dentro da empresa e regularmente sobrecarrega os seus trabalhadores, inclusive nos feriados.
Nathalie Pascaru e Maxim Tvorun-Dunn criticam o estúdio pelo que consideram a crescente comercialização da iconografia de seus filmes por meio de mercadorias plásticas e destinos turísticos, minando os temas ambientalistas de seus filmes por meio de ações industriais prejudiciais ao meio ambiente; bem como por transformar os personagens de seus filmes em referências descontextualizadas da cultura pop, em vez de personagens multidimensionais usados para transmitir histórias.

## Animadores notáveis, artistas de fundo e designers de personagens
- Masashi Ando (Paranoia Agent e Paprika)
- Makiko Futaki (Akira, Angel's Egg)
- Katsuya Kondō (Majo no Takkyūbin, Hauru no Ugoku Shiro)
- Kitarō Kōsaka (Monster, Master Keaton e Nasu)
- Kazuo Oga (Taneyamagahara no Yoru, Tonari no Totoro)
- Kenichi Yoshida (Overman King Gainer e Eureka Seven)
- Akihiko Yamashita (Tide-Line Blue, Princess Nine, Strange Dawn e Relic Armor Legacium)
- Hideaki Anno (Kaze no Tani no Naushika, Neon Genesis Evangelion)
- Takashi Nakamura (Kaze no Tani no Naushika, Akira, Robot Carnival e Catnapped!)
- Atsushi Takahashi (Sen to Chihiro no Kamikakushi)
- Takashi Watanabe (Kaze no Tani no Naushika, Slayers, Boogiepop Phantom e Shakugan no Shana)

### Documentários
- This Is How Ghibli Was Born (ジブリはこうして生まれた, Jiburi wa kōshite umareta). Documentário de 1998, Nippon TV, 28 min.
- The Kingdom of Dreams and Madness (夢と狂気の王国, Yume to Kyoki no Okoku). Documentário de 2013 de Mami Sunada, 118 min.
- Never-Ending Man: Hayao Miyazaki (終わらない人 宮﨑駿, Owaranai Hito Miyazaki Hayao). Documentário de 2016 de Kaku Arakawa, 70 min.